# Emma Wallrup
Emma Maria Wallrup, född 23 juli 1971 i Sundbybergs församling i Stockholms län, är en svensk politiker (tidigare vänsterpartist), som var ordinarie riksdagsledamot för Vänsterpartiet 2014–2018 (även ersättare 2012), invald för Uppsala läns valkrets.

## Biografi
Emma Wallrup är utbildad biolog. Hon har suttit som ledamot i Miljömålsberedningen och var kommunalpolitiker i Uppsala kommun. Hon var ersättare i riksdagen mellan den 18 januari 2012 och den 9 april 2012 och var ordinarie riksdagsledamot mellan juli 2014 och juni 2018. Hon var första namn på riksdagslistan och personvaldes in i riksdagsvalet 2014.

### Avslutningen av den politiska karriären
I början av 2018 blev Emma Wallrup polisanmäld av sin parti- och riksdagskollega Jens Holm för ofredande. och uppmanades som konsekvens av det att inte delta i Vänsterpartiets riksdagsgruppsmöten. Förundersökningen lades ned utan utredning då det enligt åklagaren  inte fanns en ofredande karaktär i de mail som var grunden för anmälan. 
Wallrup blev framröstad av partiets medlemmar som förstanamn två gånger innan hon slutligen den 3 juni 2018 blev bortröstad som förstanamn på Vänsterpartiets valsedel för Uppsala län till riksdagsvalet 2018. Hon valde då att lämna partiet och sin riksdagsplats.